# Korea-Express
Der Korea-Express war ein Luxuszug, der in den 1930er Jahren Changchun (damals: Xīnjīng (新京) / Shinkyō) in Mandschukuo mit Korea (damals: Chōsen) und Tokio verband.
Der Zug war ein Produkt der japanischen Kolonialherrschaft, die sich damals sowohl über Mandschukuo als auch Korea erstreckte. Er führte Schlaf-, Speise- und Salonwagen. Der Zug nutzte die Südmandschurische Eisenbahn, die koreanische Eisenbahn und die japanische Staatsbahn. Die Verbindung verkehrte von Changchun über Shenyang (Mukden) und Seoul nach Busan (Fusan). Nach Angaben von Hans-Otto Meissner soll zwischen Busan und Shimonoseki eine Fähre einige Wagen des Zuges als Kurswagen befördert haben. Diese sollen in Shimonoseki an den Tsubame angehängt worden sein, einen der Premium-Züge des japanischen Eisenbahnministeriums, der nach Tokio fuhr. Aufgrund der unterschiedlichen Spurweiten – auf dem asiatischen Kontinent in Korea und Mandschukuo Normalspur (1435 mm), auf den japanischen Inseln Kapspur (1067 mm) – erscheint jedoch sehr fraglich, ob diese Angabe von Meissner zutrifft. Die gesamte Fahrt von Shenyang nach Tokio dauerte fünf Tage.